# Mrko masno tkivo
Mrko masno tkivo je tkivo čija boja varira od svetle do tamno mrke boje. Boja potiče od koncentracije citrohroma u kristama mnogobrojnih mitohondrija, sa jedne strane, i od velikog boja kapilara koji prožimaju mrko masno tkivo, sa druge strane.
Klasifikacija mrkog masnog tkiva se odnosi na dve distinktne ćelijske populacije sa sličnim funkcijama. Prva ima zajedničko embriološko poreklo sa mišićnim ćelijama, i prisutna je u većim „klasičnim“ depozitima. Druga se razvija iz belih adipocita koji su stimulisani posredstvom simpatičkog nervnog sistema. Ti adipociti su prisutni u belom adipoznom tkivu.

## Izgled
Ćelije su poliedrične, nešto manje od ćelije belog masnog tkiva. U ćelijama je više citoplazme i brojne su lipidne kapi različite veličine- multilokularne ćelije. Velike, sferične mitohondrije zahvataju veći deo citoplazme i imaju mnogobrojne druge kriste. Jedro je sferičnog oblika, centralno postavljeno, može biti i ekscentrično ali nikada periferno kao kod belog masnog tkiva.

## Građa
Mrko masno tkivo je izrazito lobularne građe i bogato vaskularizovano. U vezivnim pregradama između lobusa, pored krvnih sudova se nalaze mastociti, eozinofilni granulociti, kao i brojni završeci simpatičkih nervara koji su u direktnom kontaktu sa ćelijama mrkog masnog tkiva. Ćelije multilokularnog masnog tkiva su gusto zbijene, slično epitelima. Ćelije su u kontaktu sa kapilarima, te podsećaju na endokrine žlezde. Zbog sličnosti mrkog masnog tkiva sa endokrinim žlezadama kao i činjenice da je ovo tkivo karateristično za prezimare, za multilokularano masno tkivo se koristi i naziv hibernalna žlezda.

## Formiranje
Za razliku od belog masnog tkiva koje se može formirati u rastresitom vezivnom tkivu i u postnatalnom periodu u bilo kom delu tela, mrko masno tkivo se javlja u toku embrionalnog ražvića u strogo određenim predelima. Posle rođenja ovo tkivo se više ne stvara. Kod pacova i mnogo drugih sisara, pretežno prezimara, ovo tkivo se javlja obično u predelu ramenog pojasa izmedlju skapula, oko većih krvnih sudova vrata i u hilusu bubrega.

## Zanimljivost
Mrko masno tkivo je karakteristično za prezimare. Predstavlja glavni izvor toplotne energije prezimara za vreme zimskog mirovanja.
Za čoveka i uopšte za primate, mrko masno tkivo nije karakteristično. Male količine ovog tkiva se nalaze na nekoliko mesta u telu embriona i novorođenčadi čoveka. Smatra se da je funkcija ovog tkiva značajna prvih nekoliko meseci postnatalnog života pošto proizvodi toplotu i štiti novorođenčad od rashlađivanja. Kod odraslih, ovo tkivo se gotovo sasvim gubi i njegova funkcija je nedovoljno poznata.

## Lipoblasti mrkog masnog tkiva
Lipoblasti mrkog masnog tkiva se, međutim, razlikuju od lipoblasta belog masnog tkiva. Odlikuje ih polihedrična forma i, budući da su skoncentrisani jedan uz drugi, obrazuju grupacije koje imaju epiteloidni izgled. U njima dolazi do postupnog nagomilavanja lipidnih tela koja se ne ujedinjuju u jedno velikih dimenzija.
Do skora se smatralo kako se mezenhimske ćelije, od kojih nastaju adipociti mrkog masnog tkiva, moraju razlikovati od onih od kojih nastaju adipociti belog masnog tkiva budući da postoji različita lokalizacija ovih dveju formi masnog tkiva. Međutim, pokazalo se da tako naglašena razdvojenost između njih izgleda da ne postoji. Kod miševa i pacova gajenih na temperaturama nižim od uobičajenih u masi belog masnog tkiva, naime, konstatovano je postojanje ne malog broja ćelija koje po morfološkim odlikama i biohemijskim parametrima odgovaraju adipocitima mrkog masnog tkiva. Ove ćelije, naime, poseduju veći broj lipidnih tela, a u nivou unutrašnje mitohondrijske membrane prisutan je UCP-1 protein. Sličan fenomen je konstatovan i u ljudi u patološkim uslovima. Zanimljivo je da se u mrkom masnom tkivu nekih jedinki Primata koje su dobro hranjene, privremeno i povratno može uočiti pojava adipocita koji po svojim moprfološkim odlikama podsećaju na adipocite belog masnog tkiva – lipidna tela se postepeno ujedinjuju u jedno jedino koje potiskuje nukleus na periferiju ćelije. 

## Literatura
- Poleksić.V, Bogojević. J, Marković. Z, Dulić. Z:’’ Zologija’’ Poljoprivredni fakultet, Univerzitet u Beogradu, str.120-121, 2003

## Spoljašnje veze
- Masno (adipozno ) tkivo